# K.Ramapura, Gubbi
K.Ramapura là một làng thuộc tehsil Gubbi, huyện Tumkur, bang Karnataka, Ấn Độ.